# Liparol
Liparol ist ein Mittel zur Insektenbekämpfung in stehenden Gewässern. Es ist eine ölige Substanz, Phospholipide gelöst in einem Paraffinöl. In Deutschland kam das Mittel in den 1970ern unter anderem im Oberrheintal in den Einsatz, nachdem DDT verboten war.